# RBL Posse
R.B.L Posse är en rapgrupp från San Francisco, USA. Gruppen bildades 1990 och består av 2 medlemmar, Black C och Mr. Cee. R.B.L är akronym och står för Ruthless By Law. De har varit aktiva länge och har släppt 8 stycken album.

## Diskografi
- A Lesson to Be Learned, 1992
- Don't Give Me No Bammer, 1993
- Ruthless By Law, 1994
- Solo Creep, 1995
- An Eye For An Eye, 1997
- H20, Vol. 1, 1999
- Hostile Takeover, 2001
- Ghetto Vietnam, 2002

R.B.L Posse har ägnat sig till musikstilarna Gangsta Rap, Hardcore Rap och West Coast Rap